# شیخ حاتم
شیخ حاتم (کرخه)،۱و۲ روستایی در عبدالخان از توابع بخش مرکزی شهرستان کرخه   در استان خوزستان ایران است.

## جمعیت
این روستا در دهستان سیدعباس قرار دارد و براساس سرشماری مرکز آمار ایران در سال ۱۳۸۵، جمعیت آن ۵۹ نفر (۸۱خانوار) بوده‌است.